# Бібліотека імені Євгена Кравченка для юнацтва

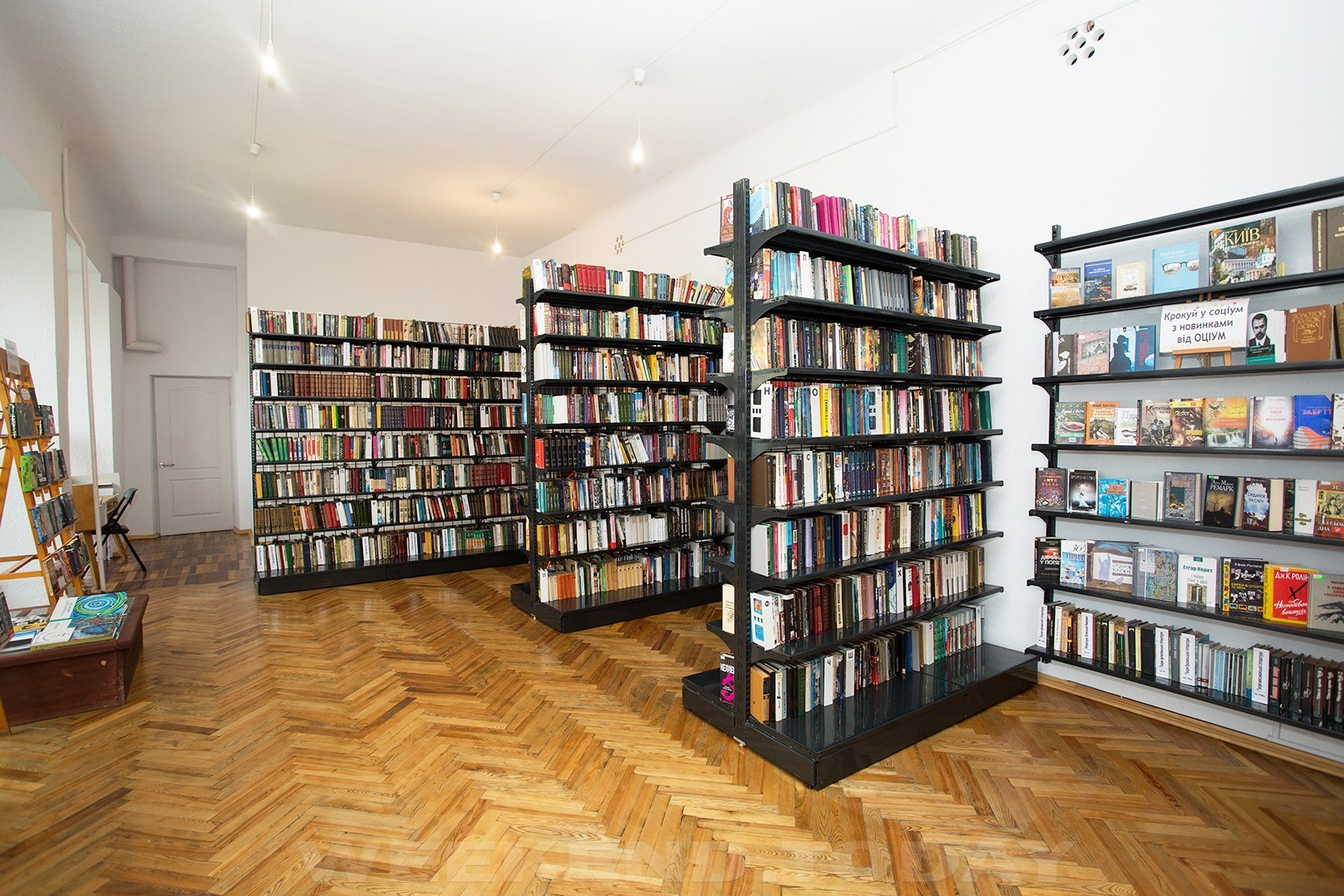
Абонемент

Бібліотека імені Є. С. Кравченка для юнацтва (Оціум Бібліотека. Русанівка) Дніпровського району м.Києва.

## Адреса
02147, Київ, вул. Ентузіастів, 51/24
Графік роботи: понеділок-п'ятниця 10:00- 19:00; субота 10:00 - 18:00
вихідний день: неділя;
останній день місяця – санітарний.

https://www.facebook.com/Otium51.library

## Характеристика
Площа приміщення бібліотеки — 310 м², бібліотечний фонд фонд — 17,7 тис. примірників. Щорічно обслуговує 2,835 тис. користувачів, кількість відвідувань за рік — 18,4 тис., книговидач — 52,5 тис. примірників.

## Історія
Бібліотека ім. Є.Кравченка заснована в 1968 році на базі дитячої бібліотеки №15 Дарницького району. В 1976 році постановою Ради Міністрів УРСР бібліотеці присвоєно ім’я українського письменника Є.Кравченка.
2016 рік -  оновлений публічний простір «Оціум 51. Бібліотека на Русанівці".  

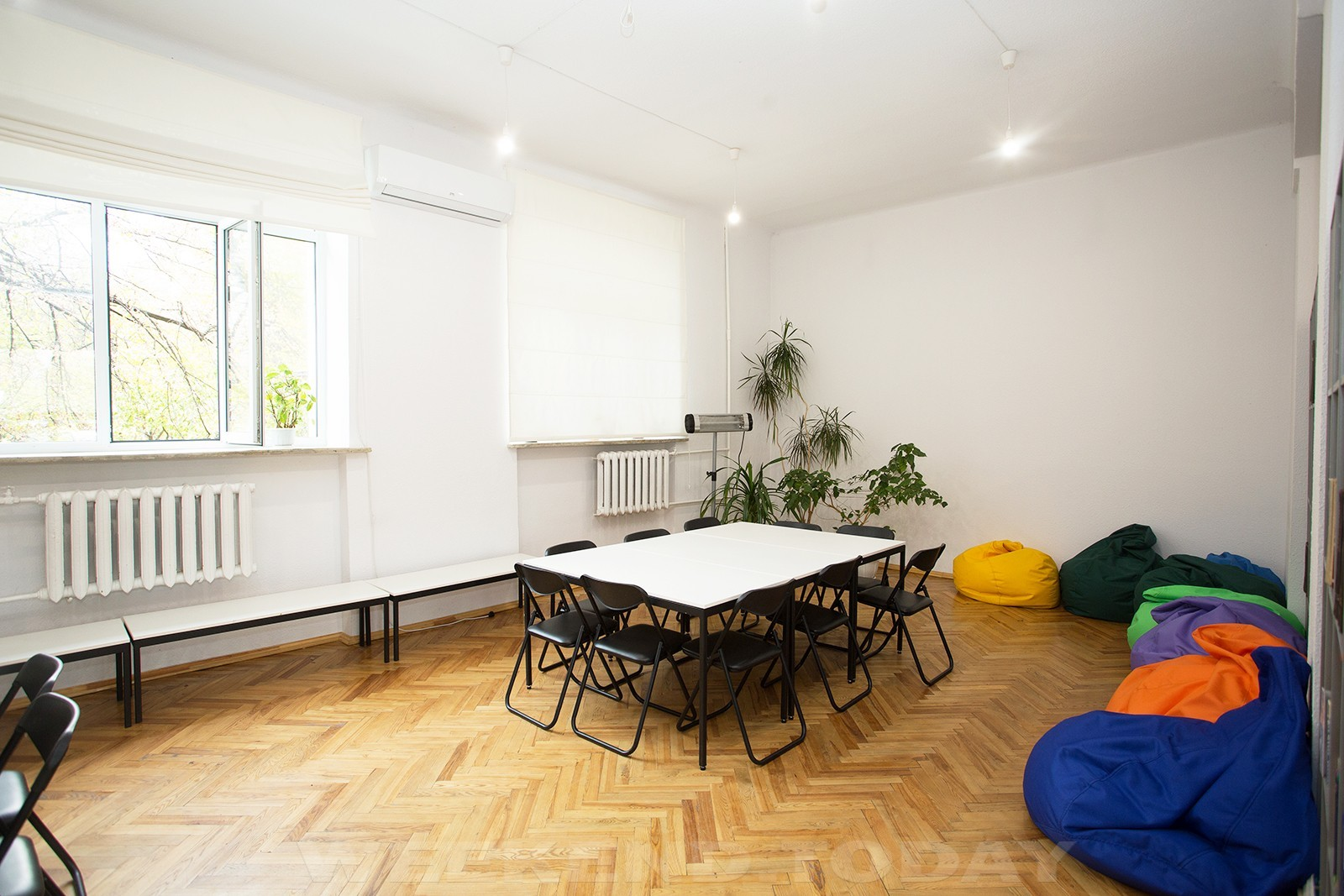
Читальний зал

2018 рік - бібліотека увійшла у Топ-5 найдоступніших просторів України (в рамках Форуму інклюзивності визначала громадська організація Доступно.ua.)
Проєкти:
- Проєкт «Оціум-інклюзія». Інформування, забезпечення доступу до інформації з питань інклюзії. Створення умов загально-доступності простору бібліотеки (інклюзивне бібліотечне середовище).
- Проєкт «Бібліотека литовської літератури «SKRYNI[A]». Популяризація литовської культури, літератури, залучення до бібліотеки нових користувачів, підняття авторитету бібліотеки, просування читання.
- Бібліотечно-театральний проєкт «Оціум-театр». За допомогою суспільно-корисної форми комунікації, а саме аматорського театру «Ще не вечір» , залучити до бібліотеки потенційних користувачів, підняти авторитет бібліотеки, просувати читання.

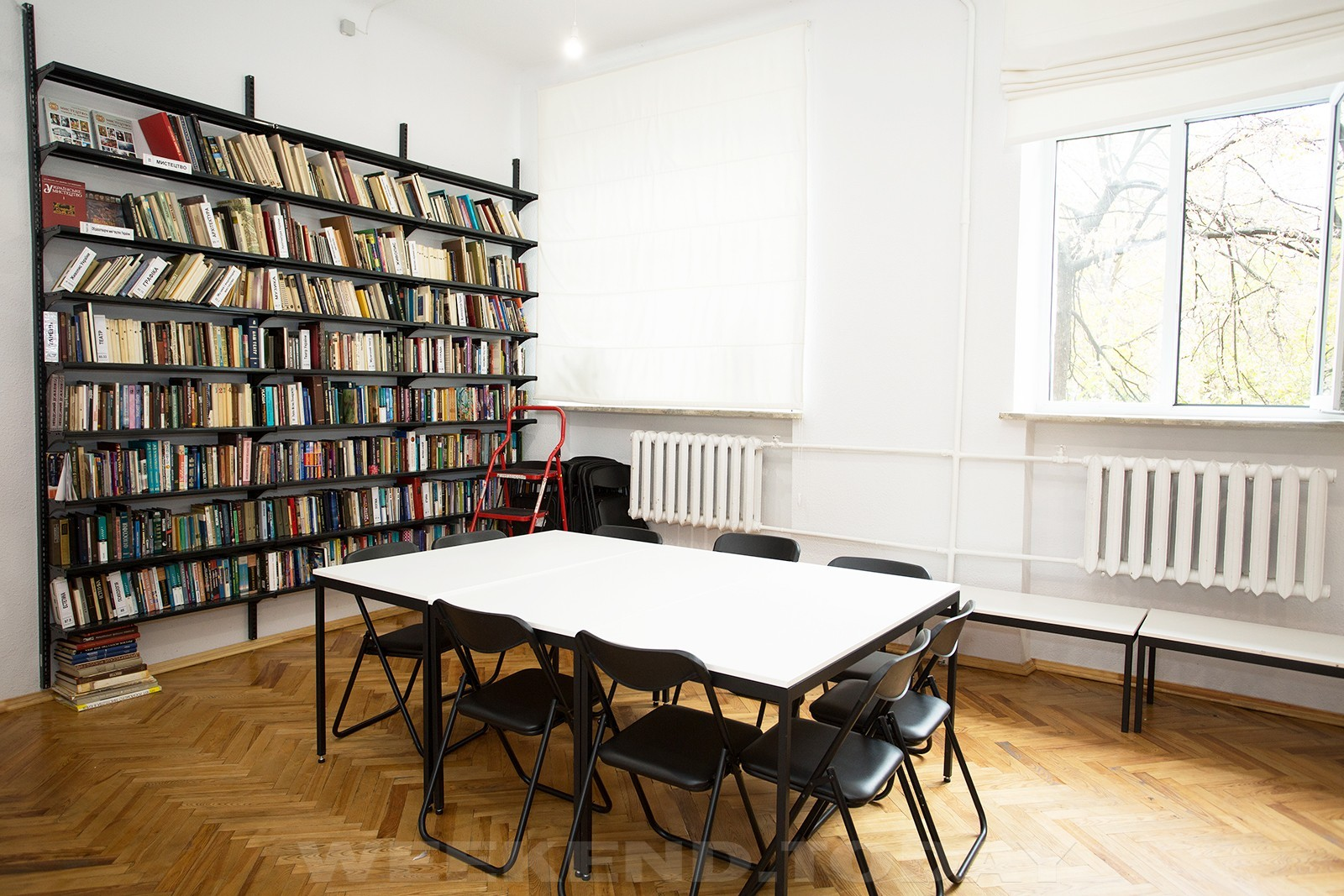
Читальний зал